# Оппенгеймер, Стивен
Сти́вен О́ппенгеймер (англ. Stephen Oppenheimer, род. 1947) — британский медик, член Грин-Колледжа в Оксфорде, почётный член Ливерпульской школы тропической медицины. Автор исследований в сфере популяционной генетики.

## Биография
С 1972 года Оппенгеймер работал клиническим педиатром в Малайзии, Непале и Папуа — Новой Гвинее. С 1979 году переключился на медицинские исследования и преподавания, занимал должности в Ливерпульской школе тропической медицины, Оксфордском университете, в ряде исследовательских учреждений в Кении и Малайзии.
В 1990—1994 годах работал руководителем клинической службы Департамента педиатрии Китайского университета в Гонконге, в 1994—1996 годах — старшим специалистом-педиатром в Брунее.
В 1996 году Оппенгеймер возвратился в Англию, где начал карьеру исследователя и научно-популярного писателя по доисторическому периоду. В его книгах вопросы генетики рассматриваются в связке с археологией, лингвистикой и фольклором.

## Основные труды
- The Origins of the British — A Genetic Detective Story. 2006, Constable and Robinson. ISBN 1-84529-158-1.
- Out of Eden. 2004, Constable and Robinson ISBN 1-84119-894-3 (в Великобритании; в США та же книга вышла под названием The Real Eve. Carroll & Graf; (September 9, 2004) ISBN 0-7867-1334-8).
- Eden in the East. 1999, Phoenix (Orion) ISBN 0-7538-0679-7

На основании одной из книг Оппенгеймера был снят документальный фильм en:The Real Eve (2002).

### «Из Эдема» («Подлинная Ева»)
В этой книге, опубликованной в 2004 году, изложена гипотеза Оппенгеймера о том, что современные люди дважды мигрировали из Африки. Первый раз Homo sapiens совершил исход из Африки через Синайский полуостров в район Леванта около 120 тысяч лет тому назад (во время Эемского (Ипсвичского) межледниковья), но эти представители Homo sapiens полностью вымерли там во время следующего ледникового периода. Второй раз анатомически современный человек вышел из Африки через «Врата Смерти» (Баб-эль-Мандебский пролив) во время регрессии Красного моря (уровень которого был тогда якобы на 80 метров ниже современного) около 80 тыс. лет назад (точнее — в период между 70 тыс. и 95 тыс. лет назад, но до извержения вулкана Тоба на острове Суматра 74 тыс. л. н.) в виде одной волны переселенцев, состоявшей из нескольких сот человек. Эта единственная группа переселенцев с территории современной Эритреи, по его мнению, обосновалась на юго-западе Аравийского полуострова и оказалась изолированной от африканского побережья, положив начало всем неафриканским народам (которые распространились по территории Евразии, Австралии и Америки) и большинству народов Северной Африки.
От потомков линии митохондриальной Евы, известной под техническим индексом L3, вскоре произошли два дочерних клана по женской линии: N (Насрин) и сестринский ему клан M (Манью). Клан M прослеживается в генах только жителей Азии, а не европейцев. Для его древнейших ветвей в Азии Оппенгеймер даёт такие даты: 74 тыс. лет для Центральной Азии, 75 тыс. лет для аборигенов Новой Гвинеи, 68 тыс. лет для аборигенов Австралии. Возраст субклана M2 в Индии составляет 73 тысячи лет. Разделение ветви Насрин на жителей Востока и Запада могло произойти примерно в районе Персидского залива. Согласно данным генетической датировки, азиатские и австралийские потомки ветви Насрин как минимум имеют столь же древний возраст, как и потомки Манью. Около 50—45 тысяч л. н., в результате потепления на какое то время открылся узкий зелёный коридор, позволивший анатомически современным людям клана N, обитавшим территории нынешнего Персидского залива, мигрировать на  северо-запад, на территорию Плодородного полумесяца на Ближнем Востоке. Как показывает генетическое древо, одна из ветвей Насрин обращена на северо-запад в Европу, а другая ветвь — на восток в Индию. Потомков линии Y-хромосомного Адама, обосновавшиеся на территории нынешнего Йемена, дали начало трём первичным мужским наследственным линиям за пределами Африки — С, D/E и F.
Около 50 тысяч лет, когда представители митохондриальной гаплогруппы U5 отправились с Анатолийского полуострова на северо-запад в Европу, представители ветви U6 двинулись вдоль юго-восточного побережья Средиземного моря и пришли в Северную Африку. Представители другой ветви M1, согласно исследованию эстонских генетиков Томаса Кивисилда и Рихарда Виллемса, переправились через Красное море обратно в Африку и прошли на территорию Африканского Рога и Эфиопского нагорья примерно во времена последнего ледникового периода ок. 40 тыс. лет назад.

### «Эдем на Востоке»
В книге Eden in the East: The Drowned Continent of Southeast Asia, опубликованной в 1998 году, Оппенгеймер излагает гипотезу о том, что жители Евразии имеют южноазиатское происхождение.

### «Происхождение британцев»
Книга «The Origins of the British» (2006, новая редакция 2007) вышла почти одновременно с книгой Брайана Сайкса «Saxons, Vikings and Celts: The Genetic Roots of Britain and Ireland», излагавшей альтернативную, но во многом сходную теорию происхождения жителей Британских островов.
Оппенгеймер приводит подробное деление гаплогруппы R1b на субклады («кланы»), однако не даёт им определений.